# Linchamentos nos Estados Unidos

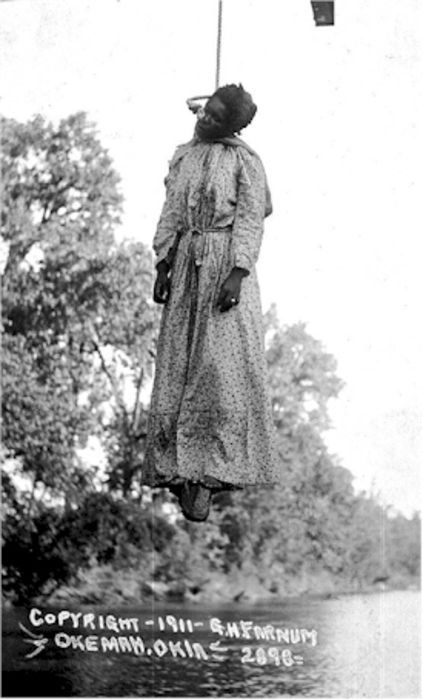
Os linchamentos eram uma forma de assassinato, muita das vezes praticados por enforcamento.

É significativa na história dos Estados Unidos a prática do linchamento, uma forma de assassinato, geralmente por enforcamento, usado por um grupo de pessoas como forma de punição. No país, o número de linchamentos aumentou após a Guerra Civil Americana no início a meados da década de 1860.

## Nome
O termo "Lei de Lynch" aparentemente se originou durante a Revolução Americana, quando o Patriota Charles Lynch, um juiz de paz da Virgínia, ordenou punição extralegal para lealistas
No sul pré-guerra civil, membros do movimento abolicionista e outras pessoas que se opunham à escravidão eram às vezes alvos de linchamento por turba.
Embora os linchamentos tenham ocorrido na década de 1920, eles continuam no século XXI.

## Ocorrência

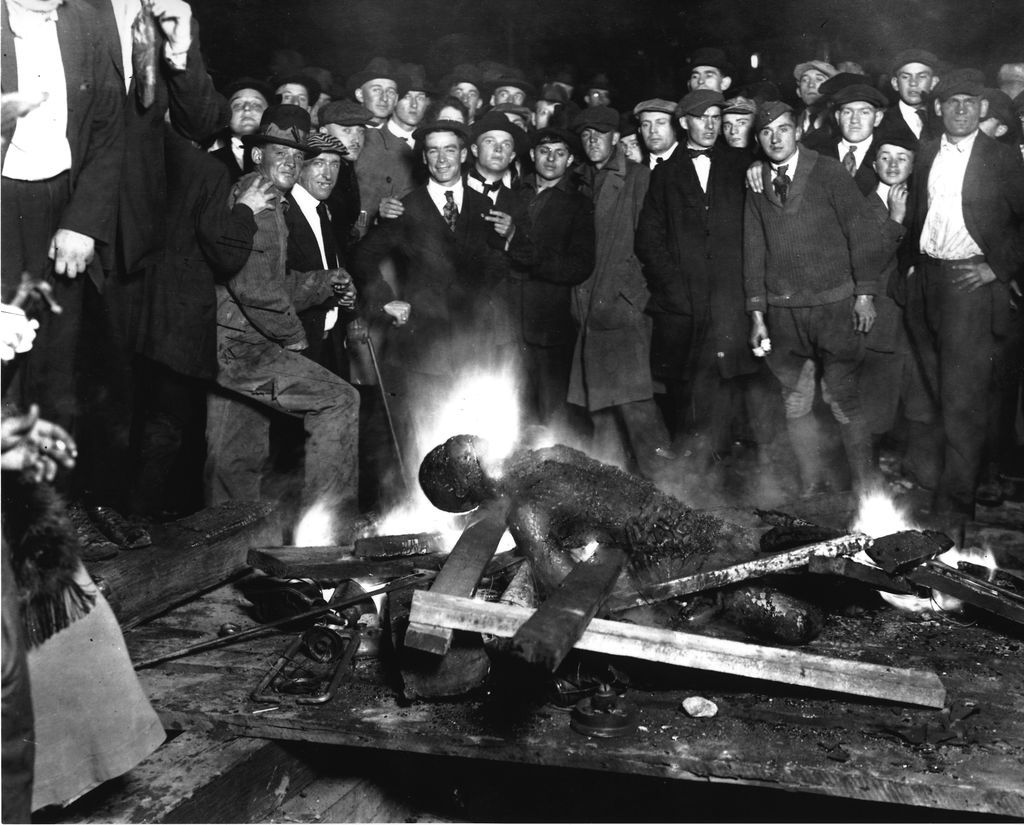
Um grupo de homens brancos posa para uma fotografia de 1919 ao lado da vítima negra Will Brown, que foi linchado e teve seu corpo mutilado e queimado durante o motim racial de Omaha em 1919.

A maioria dos linchamentos foi de homens afro-americanos no sul do país. Também mulheres foram linchadas. 92 mulheres foram linchadas nos Estados Unidos entre 1882 e 1927. Além disso, linchamentos de brancos ocorreram no  Meio-oeste e nos estados da fronteira com o México. Também houve linchamentos de indígenas, hispânicos e asiáticos  no  oeste, incluindo a Califórnia. Até mesmo brancos foram ocasionalmente linchados.
De acordo com a Universidade de Tuskegee (Alabama), 4.743 pessoas foram linchadas entre 1882 e 1968 nos Estados Unidos. Isso inclui 3.446 afro-americanos e 1.297 brancos. Mais de 73% dos linchamentos após a  Guerra Civil ocorreram nos estados do sul. Conforme a Equal Justice Initiative, 4.084 afro-americanos foram linchados entre 1877 e 1950 no sul. Brancos lincharam negros para defender a supremacia branca. Os negros foram linchados por violar as normas sociais, incluindo segregação racial (a separação de brancos e negros) em função do status inferior dos negros. Os brancos agiam em conjunto para linchar um indivíduo negro. No Extremo Sul, o linchamento também foi usado para assustar os negros para que não votassem.
Após a Guerra Civil, quase quatro milhões de escravos no Sul foram libertados. Em alguns estados e em muitos condados, os negros libertados representavam mais da metade da população. O primeiro grupo da Ku Klux Klan foi fundado em 1866 por veteranos dos Estados Confederados da América no Tennessee. Grupos da mencionada clã (Ku Klux Klan) foram então sendo fundados por veteranos em todo o sul. Eles queriam manter os afro-americanos com medo, como faziam antes da guerra. Foi quando os linchamentos se tornaram comuns. Na década de 1890, a jornalista afro-americana e lutadora anti-linchamento Ida B. Wells foi uma das primeiras pessoas a estudar casos de linchamento. Ela descobriu que vítimas negras de linchamento foram acusadas de estupro ou tentativa de estupro em cerca de um terço das vezes. A acusação mais comum foi homicídio ou tentativa de homicídio. Outras acusações foram agressões verbais e físicas, competição empresarial animada e independência de espírito entre as vítimas. No famoso caso Lucy Fryer, ocorrido em 1916, em Waco, no Texas, o seu malfeitor foi acusado dos dois delitos: estupro e homicídio.
O estereótipo de linchamento era o enforcamento. Os enforcamentos eram o que a multidão de pessoas gostava de ver. Enforcar era também fácil de fotografar. Mas havia outros métodos de matar relacionados ao linchamento. Esses incluem balear repetidamente a vítima, queimá-la viva, arrastá-la pela traseira de carros ou forçar a pessoa a pular de uma ponte.
Do final dos anos 1800 ao início dos anos 1900 ao sul, fotografias foram tiradas em linchamentos para serem impressas. Eles foram usados em  cartões postais e  jornais. Essas imagens geralmente mostravam uma vítima afro-americana de linchamento e toda ou parte da multidão que comparecia para ver isso. Mulheres e crianças frequentemente compareciam a linchamentos. As pessoas que mataram a vítima não eram identificadas. Em um determinado linchamento, quase 15 mil pessoas formavam a multidão. Freqüentemente os linchamentos foram anunciados em jornais, antes do evento, para que os fotógrafos pudessem comparecer. Após o linchamento, os fotógrafos vendiam suas fotos na forma mais simples em que se encontravam ou como cartões-postais, às vezes custando até cinquenta centavos a peça, ou até por US $ 9, em 2016.

## Linchamentos de 1884 a 1894

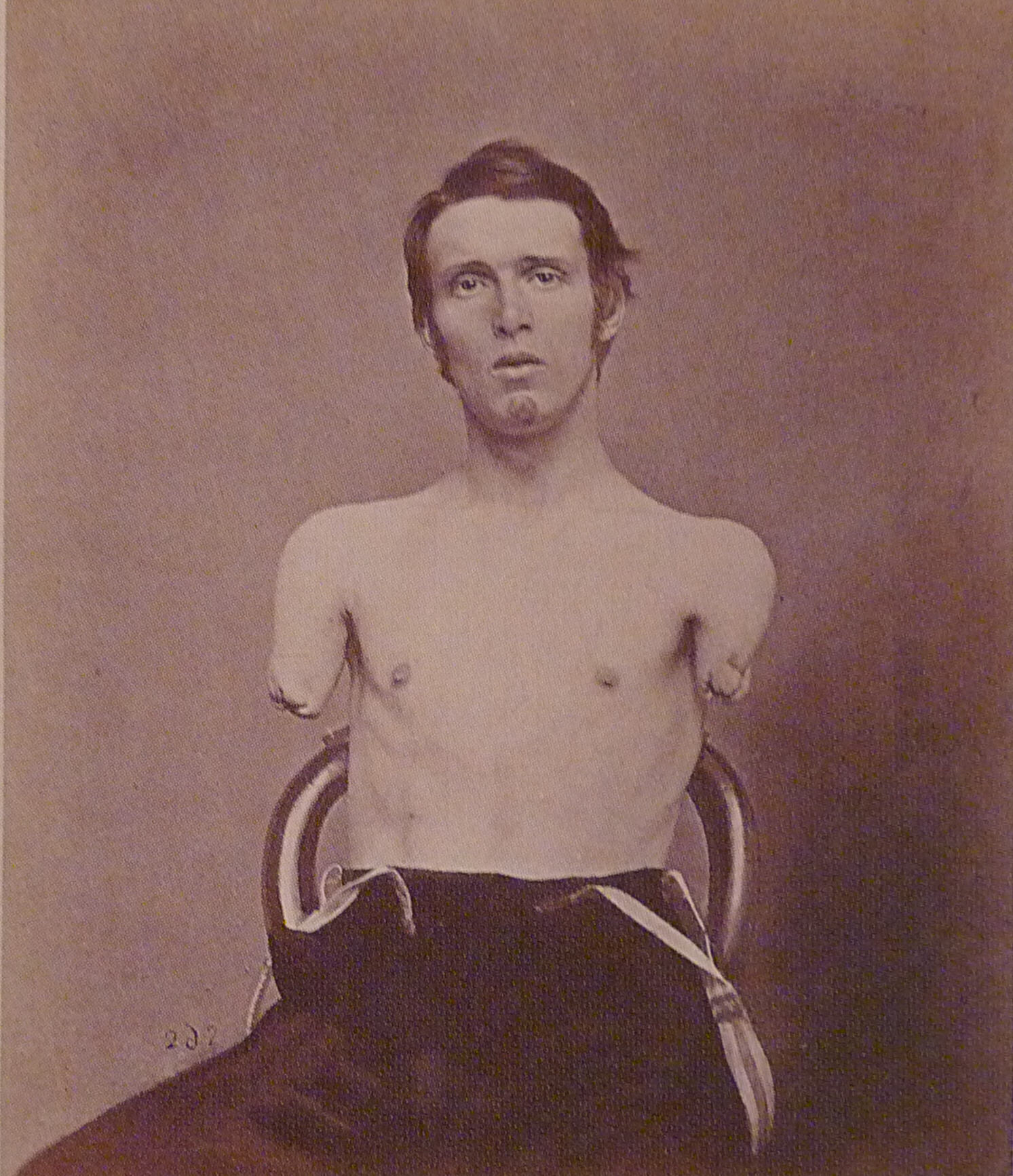
Os brancos do Sul dos Estados Unidos odiavam os negros, pois viam neles a culpa pelas desgraças da Guerra de Secessão, ocorrida no século XIX.

Nesse período, no auge das punições não legais, houve 1798 linchamentos, sendo 1055 (58,7%) de negros.
| Ano  | Brancos | Negros | Total |
| ---- | ------- | ------ | ----- |
| 1892 | 69      | 161    | 230   |
| 1884 | 160     | 51     | 211   |
| 1894 | 58      | 134    | 192   |
| 1885 | 110     | 74     | 184   |
| 1891 | 71      | 113    | 184   |
| 1895 | 66      | 113    | 179   |
| 1889 | 76      | 94     | 170   |
| 1897 | 35      | 123    | 158   |
| 1893 | 34      | 118    | 152   |
| 1886 | 64      | 74     | 138   |